# Giuseppe Gorletti
Giuseppe Gorletti (ur. 28 sierpnia 1891 w Mediolanie, zm. 29 marca 1986 tamże) – włoski zapaśnik walczący w stylu klasycznym. Dwukrotny olimpijczyk. Odpadł w drugiej rundzie w Antwerpii 1920 i czwarty w Paryżu 1924. Walczył w wadze średniej.

## Letnie Igrzyska Olimpijskie 1920
| Konkurencja          | Rundy eliminacyjne      | Klas. końcowa |
| Konkurencja          | 1/8                     | Miejsce       |
| -------------------- | ----------------------- | ------------- |
| 75 kg styl klasyczny | Edvin Fältström (SWE) P | II runda      |

## Letnie Igrzyska Olimpijskie 1924
| Konkurencja          | Rundy eliminacyjne     | Rundy eliminacyjne        | Rundy eliminacyjne  | Rundy eliminacyjne   | Rundy eliminacyjne      | Rundy eliminacyjne      | Klas. końcowa |
| Konkurencja          | Przeciwnik I           | Przeciwnik II             | Przeciwnik III      | Przeciwnik IV        | Przeciwnik V            | Przeciwnik VI           | Miejsce       |
| -------------------- | ---------------------- | ------------------------- | ------------------- | -------------------- | ----------------------- | ----------------------- | ------------- |
| 75 kg styl klasyczny | Viktor Fischer (AUT) P | František Pražský (TCH) Z | Paul Jahren (NOR) Z | Sándor Kónyi (HUN) Z | Roman Steinberg (EST) Z | Arthur Lindfors (FIN) P | 4.            |